# تپه اطراف شهر سوخته ۲۴۳
تپه اطراف شهر سوخته ۲۴۳ مربوط به هزاره سوم قم است و در شهرستان زابل، بخش شیب آب، دهستان لوتک، ۱۷ کیلومتری جنوب شرقی پایگاه باستان‌شناسی شهر سوخته واقع شده و این اثر در تاریخ ۲۰ اسفند ۱۳۸۵ با شمارهٔ ثبت ۱۸۰۸۲ به‌عنوان یکی از آثار ملی ایران به ثبت رسیده است.